# Jean-Louis Allibert
Pour les articles homonymes, voir Alibert.
Jean-Louis Allibert, né le 14 décembre 1897 dans le 2e arrondissement de Paris et mort le 16 décembre 1979 à Meudon, est un acteur français. Il a commencé sa carrière dans le cinéma sous le nom de Louis Allibert.

## Filmographie

### Cinéma
- 1924 : Paris de René Hervil
- 1925 : Le Calvaire de Dona Pia de Henry Krauss
- 1925 : Le Mirage de Paris de Jean Manoussi
- 1925 : Monte Carlo de Louis Mercanton
- 1926 : Le Juif errant de Luitz Morat
- 1927 : L'Occident de Henri Fescourt
- 1927 : Cousine de France de Gaston Roudès
- 1929 : La Merveilleuse Vie de Jeanne d'Arc, fille de Lorraine de Marco de Gastyne
- 1930 : Paris la nuit d'Henri Diamant-Berger
- 1931 : Amour et Discipline de Jean Kemm
- 1931 : Baroud de Rex Ingram
- 1931 : Le Million de René Clair
- 1931 : Sola de Henri Diamant-Berger : Yvon
- 1932 : L'Affaire Blaireau de Henry Wulschleger
- 1932 : Les Trois Mousquetaires d'Henri Diamant-Berger
- 1932 : Claudine dompteuse de Marco de Gastyne (moyen métrage)
- 1932 : Général à vos ordres de Maurice Diamant-Berger (court métrage)
- 1932 : Le Gamin de Paris de Gaston Roudès
- 1932 : Une partie fine de Marco de Gastyne (moyen métrage)
- 1933 : Le Bien-aimé Lanouille d'Emile G. de Meyst (court métrage)
- 1933 : Vacances conjugales d'Edmond T. Gréville (court métrage) : le jeune homme de l'hôtel
- 1934 : Perfidie de Roger Capellani
- 1934 : Jeunesse de Georges Lacombe
- 1934 : Sidonie Panache d'Henry Wulschleger : le duc d'Aumale
- 1934 : Les Deux Papas de Charles-Félix Tavano (moyen métrage)
- 1935 : Cavalerie légère de Werner Hochbaum et Roger Vitrac
- 1935 : La Grande Vie d'Henri Diamant-Berger (court métrage)
- 1935 : La Naissance de Marseille de Jacques Séverac (moyen métrage)
- 1936 : Les Deux Favoris ou "Maria" de Georg Jacoby et André Hornez
- 1938 : La Marseillaise de Jean Renoir
- 1938 : Remontons les Champs-Elysées de Sacha Guitry et Robert Bibal
- 1939 : Le Chemin de l'honneur de Jean-Paul Paulin : un officier
- 1941 : Le Prince charmant de Jean Boyer
- 1942 : À vos ordres, Madame, de Jean Boyer
- 1942 : Coup de feu dans la nuit de Robert Péguy
- 1942 : Frédérica de Jean Boyer
- 1943 : Donne-moi tes yeux de Sacha Guitry
- 1943 : La Main de l'homme de Jean Tedesco et du docteur François Ardoin (court métrage)
- 1944 : Farandole d'André Zwobada
- 1945 : L'Affaire du collier de la reine de Marcel L'Herbier et Jean Dréville
- 1947 : Brigade criminelle de Gilbert Gil
- 1949 : L'École buissonnière de Jean-Paul Le Chanois
- 1949 : Rendez-vous de juillet de Jacques Becker
- 1950 : Demain nous divorçons de Louis Cuny
- 1950 : L'Étrange Madame X de Jean Grémillon
- 1951 : Massacre en dentelles d'André Hunebelle
- 1951 : La nuit est mon royaume de Georges Lacombe
- 1953 : Si Versailles m'était conté... de Sacha Guitry : Le Vau
- 1956 : Paris Canaille de Pierre Gaspard-Huit
- 1958 : Un drôle de dimanche de Marc Allégret
- 1964 : Fantomas d'André Hunebelle
- 1973 : Les Guichets du Louvre de Michel Mitrani
- 1977 : Le Passé simple de Michel Drach

### Télévision
- 1963 : La Première Légion (d'Emmet Lavery), téléfilm de Gilbert Pineau : Père José Sierra
- 1973 : Les Mohicans de Paris (d'Alexandre Dumas), feuilleton télévisé de Gilles Grangier : Germany
- 1974 : Gil Blas de Santillane, feuilleton télévisé de Jean-Roger Cadet
- 1974 : Les Fargeot de Patrick Saglio
- 1974 : L'Accusée, feuilleton télévisé de Pierre Goutas
- 1978 : Messieurs les ronds-de-cuir de Daniel Ceccaldi
- 1979 : Avoir été de Roland-Bernard

## Théâtre
- 1922 : L'Occasion de Prosper Mérimée, mise en scène Charles Dullin, Théâtre de l'Atelier
- 1922 : Antigone de Jean Cocteau d'après Sophocle, mise en scène Charles Dullin, Théâtre de l'Atelier
- 1925 : La Femme silencieuse de Ben Jonson, mise en scène Charles Dullin, Théâtre de l'Atelier
- 1932 : L'Île des esclaves de Marivaux, Théâtre Antoine
- 1934 : Miss Ba de Rudolf Besier, mise en scène Lugné-Poe, Théâtre des Ambassadeurs
- 1938 : Septembre de Constance Coline, mise en scène René Rocher, Théâtre du Vieux-Colombier
- 1938 : La Première Légion d'Emmet Lavery adaptation Jean Sylvain, mise en scène René Rocher, Théâtre du Vieux-Colombier
- 1946 : Elizabeth, la femme sans homme d'André Josset, Théâtre de la Renaissance
- 1949 : Le Petit Café de Tristan Bernard, mise en scène Yves Mirande, Théâtre Antoine
- 1952 : La Route fleurie opérette de Raymond Vincy, musique Francis Lopez, mise en scène Max Révol, Théâtre des Célestins, Théâtre de l'ABC